# Imunodeficience
Imunodeficience je imunopatologický stav, kdy má imunitní systém sníženou schopnost odpovídat na antigenní a další podněty. Imunodeficity se dělí na primární (vrozené) a sekundární (získané). Primární imunodeficity jsou vzácnější, ale mají mnohem závažnější projevy, protože jsou geneticky podmíněné. Sekundární imunodeficity jsou častější, získané v průběhu života a nejsou tolik závažné (kromě AIDS).
Hlavním klinickým projevem imunodeficiencí jsou různé poruchy tvorby imunitních buněk a zvýšená náchylnost jedince k různým infekcím.
U specifické (získané, adaptivní) imunity je ovlivněna obzvláště tvorba protilátek (T-lymfocyty a B-lymfocyty). Protilátky nefungují tak, jak mají, a je proto zvýšená náchylnost k infekcím od extracelulárních patogenů (viry, bakterie).
Porucha u nespecifické (přirozené, vrozené) imunity se projevuje neschopností imunitního systému rychle zareagovat na obecné patogenní vzory – PAMP a jsou ovlivněny funkce fagocytózy, komplementu a NK buněk a dalších imunitních složek, které mají normálně schopnost ničit patogeny.

## Typy imunodeficitů
1. buněčné imunodeficity
2. primární imunodeficity
3. sekundární imunodeficity

## Buněčné imunodeficity
Primární imunodeficity mohou být klasifikovány podle poškozené funkce, která může být součástí specifické i nespecifické imunity. Pro přesné pochopení projevu příslušné deficience je potřeba brát v potaz komplexnost celého imunitního systému. Porucha jedné části imunitního systému se může projevit i v druhé části, např. je porucha tvorby T lymfocytů, ale hladina B lymfocytů je normální, tzn. že je narušená interakce mezi T a B lymfocyty a jsou tak ovlivněny obě strany.

### Protilátkové deficity
Humorální imunitní deficience (porucha B buněk) – hypoagamaglobulinémie (snížení hladiny jednoho či více typů protilátek) s projevy poruch dýchacích cest, agamaglobulinémie (chybí produkce protilátek)

### Buněčné deficience
- poruchy T buněk – často se projevují v sekundárních získaných imunodeficiencích (AIDS)
- poruchy granulocytů – snížená hladina granulocytů (granulocytopetie) nebo chybí granulocyty (agranulocytóza, neutropenie), chronické granulomatózní nemoci

### Kombinované deficience
- asplenia – nefuknčnost sleziny

### Poruchykomplementovéhosystému
Poruchy komplementového systému se mohou projevit jako imunokomplexní onemocnění, kdy tělo napadá své vlastní tkáně a orgány jako např. kůži, klouby, ledviny, cévy, srdce (Systémový lupus erythematodes), nebo v různých dysfunkcích iniciujících komplementovou aktivaci.
- Hereditární angioedém - po různých podnětech dochází k nekontrolované aktivaci komplementu

### Poruchyapoptózy
Poruchy apoptózy mohou vést k různým neurodegenerativním onemocněním (Parkinsonova nemoc, Alzheimerova choroba, Amyotrofická laterální skleróza, Huntigtonova choroba, nádorovým bujením nebo hypotrofiím (zmenšení) různých tělesných orgánů nebo k různým vrozeným vývojovým vadám.
- Autoimunitní syndromy

### Poruchyfagocytózy
Poruchy fagocytózy vedou ke zvýšené náchylnosti a často se opakujícím infekcím způsobenými hlavně bakteriemi, parazity, houbami nebo plísněmi) a klinicky se projevujícími v podobě různých kožních projevů (vředy), dýchacích obtíží (pneumonie, sinusitis) a další hnisavé onemocnění.
- Chronická granulomatózní choroba
- Chédiakův-Higashiho syndrom

## Primární imunodeficience
Primární imunodeficience jsou různě závažné vrozené poruchy imunitního systému. Tyto poruchy jsou podmíněny genovou mutací ovlivňující syntézu proteinů, které se podílí na buněčné nebo humorální funkci imunitního systému. Závisí na charakteru onemocnění, kdy a jak se projeví. Nejčastěji se těžké poruchy projevují časně a razantně u dětí do prvního roku života. Některé poruchy se mohou projevit v průběhu života s pomocí různých faktorů – spouštěčů; např. poruchy fagocytózy či komplementu.
Onemocnění mohou být přetrvávající nebo se opakující. Infekce vedou k různým zánětům, k autoimunitním postižením, k nádorům nebo k postižení různých orgánů.
V současné době je charakterizováno více než 300 primárně imunodeficitních onemocnění, z nichž jsou některé velmi vzácné. Léčba je zatím možná pouze u některých typů onemocnění.

### Znaky a projevy
Přesné znaky primárních imunodeficitů záleží na typu projevu onemocnění. Nejčastější jsou ale projevy opožděného vývoje společně s poruchami tělesných orgánů (kůže, srdce, projev obličeje) v důsledku přetrvávajících či často se opakujících infekcí. Další časté znaky jsou autoimunitní onemocnění, kdy tělo napadá své vlastní tkáně a mohou se tvořit tumory, např. lymphoma.

### Příčiny
Primární imunodeficity jsou způsobeny genetickou mutací. Mutace mohou být recesivně nebo dominantně zděděny a mohou být způsobeny vadou jednoho genu nebo více geny. Některé imunodeficity mohou být přítomny, ale dosud se neprojevily (latentní) a spustí se jen díky určitému faktoru (např. reaktivní alergen) v průběhu života. Další imunodeficity se mohou projevit až v průběhu stárnutí těla a stárnutí buněk.

### Diagnóza
Metody vyšetření jsou různé. Základní diagnóza se tvoří z krevního obrazu na základě počtu krevních buněk a podle stanovení hladiny jednotlivých typů imunoglobulinů – hlavně IgG, IgA, IgM, nebo složek komplementu v séru.
Další diagnózy se provádějí podle podezřelých příznaků onemocnění:
- kvanitifikace různých typů monocytů v krvi, různých typů T lymfocytů a jejich povrchových markerů, např. CD4+, CD8+, CD3+, TCR alpha a beta, skupiny B-lymfocytů – např. CD19, CD20, imunoglobuliny, NK buněk a další
- testy na funkci T buněk – kožní test na hypersenzivitu, buněčné odpovědi na mitogeny,  produkce cytokinů
- testy na funkci B buněk – schopnost vazby protilátek, kvantifikace IgG podtřídy
- testy na funkce fagocytů
- a další[6]

Testy jsou vysoce specifické a provádějí se v specializovaných laboratořích.

### Klasifikace
Existuje spousta různých typů primárních imunodeficiencí (PID), které se podle International Union of Immunological Societies dělí do 9 tříd. V současné době je v databázi charakterizováno a identifikováno přes 350 typů PID.
Většina PID jsou velmi vzácné, avšak IgA deficience je poměrně častá a vyskytuje se u 1 člověka z 500. Další časté PID jsou časté variabilní imunodeficience (Common Variable Immunodeficiency (CVID)), těžké kombinované imunodeficience (Severe Combined Immunodeficiency (SCID)), Brutonova X-vázaná agamaglobulinémie, Wiskott-Aldrichův syndrom, DiGeorgův syndrom.

### Přehled nejčastějších primárních imunodeficiencí
Protilátkové imunodeficience
- Autosomálně dědičná agamaglobulinémie
- Brutonova agamaglobulinémie
- Selektivní deficit IgA
- Běžné variabilní imunodeficience
- Syndrom hyperimunoglobulinémie IgM
- Deficit IgG podtříd

Kombinované a buněčné imunodeficience
- Těžké kombinované imunodeficience SCID
- Retikulární dysgeneze
- Omennův syndrom
- X-vázaný lymfoproliferativní syndrom
- Wiskottův-Aldrichův syndrom

Imunodeficience způsobené poruchami fagocytózy
- Chédiakův-Higashiho syndrom
- Chronická granulomatózní choroba
- Shwachmanův-Diamondův syndrom
- Těžká vrozená neutropenie (Kostmannův syndrom)
- Deficit glukózo-6-fosfát dehydrogenázy
- Defekt myeloperoxidázy

Imunodeficience způsobené poruchami komplementu
- Hereditární angioedém
- Deficit lektinu vázajícího manózu

Imunodeficience způsobené poruchami apoptózy
- Autoimunitní lymfoproliferativní syndrom

Imunodeficience jako součást syndromů chromosomální nestability
- Ataxia telangiectasia (Louis-Barův syndrom)
- Bloomův syndrom

Imunodeficience jako součást mikrodelečních syndromů
- DiGeorgův syndrom

### Léčba a možnosti terapie
Léčba primárních imunodeficitů závisí hlavně na projevu a typu onemocnění. Cílem léčby je snaha držet pod kontrolou infekce a nastartovat reakci imunitního systému pomocí preventivního podávání antibiotik nebo antivirotik. V případě poruchy humorální imunity se využívá substitutivní léčba v podobě vpravení imunoglobulinů do žíly (intravenózní imunoglobulin – IVIG). V případě autoimunitních onemocnění se používají imunosupresivní terapie nebo kortikoidy.
Poslední dobou je nerozšířenější možností léčby SCID a dalších vážných imunodeficitů transplantace kmenových buněk kostní dřeně. Komplikací je zajištění vhodného dárce s co největší shodou v HLA antigenech a je zde riziko reakce štěpu proti hostiteli (GHVR).
U primárních imunodeficitů, způsobených genetickou mutací zatím neexistuje skutečná kauzální terapie, která by cíleně “opravila” mutaci. U X-vázané SCID byla u jako první lidské choroby provedena genová terapie, ale u pacientů se posléze rozvinula leukémie jako reakce na narušení tumor-supresových genů. Současné metody genové terapie využívají retrovirových nosičů, které náhodně vkládají sekvenci do genomu, ale často se vyskytují komplikace. Pokroky v genové terapii by ale v budoucnu mohly najít nějaký způsob léčby.

## Sekundární imunodeficience
Sekundární imunodeficience jsou mnohem častější než primární a lze je označit jako získané. Mohou se projevit u člověka s normálním imunitním systémem a jsou způsobeny různými imunosupresivními faktory, např. chronické infekce (HIV), předešlá léčba (chemoterapie, imunosupresiva po orgánové transplantaci), životní prostředí (výskyt toxinů, pesticidů, různých chemikálií), stárnutí, podvýživa, chronický stres, alhokolismus a další faktory.
Tyto deficience se pak klinicky projevují jako zvýšená citlivost nebo neobyčejné reakce na běžné infekce.

### Poruchy tvorby protilátek u sekundární imunodeficience
- nádory lymfatického systému (hypergamaglobulinemie – lymfomy,[13] myelomy)
- zvýšené ztráty imunoglobulinů: nefrotické syndromy
- střevní lymfangiektázie a rozsáhlé střevní záněty[14]

### Buněčné poruchy u sekundární imunodeficience
Po některých virových infekcích dochází ke snížení počtu obranných imunitních buněk. Nejzávažnějším typem získané poruchy buněčné imunity je AIDS.

### Sekundární kombinované imunodeficity
Tyto deficity se vyvíjejí u dětí, u kterých proběhne nákaza virem HIV nitroděložně nebo perinatálně. Podobný obraz můžeme pozorovat i u pacientů s celkovými metabolickými chorobami či se selháváním ledvin (nefropatie, akutní renální selhání - uremie; chudokrevnost).
Kombinované imunodeficity se mohou rozvinout i vlivem nutričních faktorů – zejména podvýživy a deficitu stopových prvků a vitaminů ve stravě.

### Poruchy fagocytózy u sekundární imunodeficience
K poruchám fagocytózy dochází vlivem farmakoterapie, ozařování, či destruktivním působením autoprotilátek, které posléze vedou k neutropeniím.

### Sekundární poruchy komplementu
Dochází k nim při absolutnímu vyčerpání těla (imunokomplexové choroby a septické stavy).